# 寺崎工業 (高岡市)
寺崎工業株式会社（てらさきこうぎょう）は、富山県高岡市に本社を置く総合建設業を業務とする企業である。

## 事業所
- 富山本店（富山県富山市）[1]
- 射水営業所（富山県射水市）[1]

## 沿革
個別に出典が提示されていない記述の出典→
- 1923年 - 樺太泊居町にて寺町組創業。樺太泊居町の王子製紙泊居工場専属請負業者に指定される。
- 1939年 - 富山県富山市の興国人絹パルプ富山工場専属請負業者に指定される。
- 1948年1月26日 - 株式会社寺崎組に組織変更し、高岡市中川本町に移転設置。
- 1949年 - 現社名に変更。
- 1965年5月 - 富山市牛島新町に支店開設。
- 2002年8月 - ISO9001認証所得。
- 2016年7月29日 - 高岡市下麻生の社有地に完成した太陽光発電所『あしつきの里太陽光発電所』が稼働開始[2]。

## 主な施工実績
- 高岡御車山会館（射水建設興業、江尻工業、中越ロジスティクス、学校法人富山国際職藝学園乃村工藝社・サンテン・コーポレーションとのJV）[3]

## 関連会社
個別に出典が提示されていない記述の出典→
- 富山製紙株式会社
- 寺崎運輸株式会社
- 株式会社ケアホームみどり
- 株式会社テラサキ
- 大野パッキング株式会社[4]
- 有限会社高岡保険サービス[4]